# Дува
Дува (умро 1307) је био чукунунук кана Чагатаја, сина Џингис-кана. Био је чагатајски кан од 1282. године до своје смрти, трећи којег су контролисали Огатајиди предвођени Каидуом. Међутим, после његове смрти је успео да, признавши врховну власт династије Јуан, потисне с власти његовог наследника Чапара и врати власт у руке потомака Чагатаја. За време његове владавине Чагатајски канат достиже врхунац моћи.

## Године у служби Каидуа
Године 1271. Дувин отац Барак-кан умире и Каиду преузима власт у Чагатајском канату. У новонасталој борби међу Чагатајевим потомцима, Дува се са својом браћом склања у Трансоксијану, где успоставља своју власт, склопивши савез са Каидуом 1274. године. Већ следеће године наступа против Ујгура, опсевши град Гаочанг, да би 1276. године подржао је устанак против династије Јуан у Тибету. Године 1277. освојио Бишбалик (данашњи Џимасар), а затим и највећи део Џунгарије, после чега је директно напао династију Јуан 1278. године.
После смрти Буке-Тимура 1282. Каиду је, да би изгладио односе са Барак-кановим потомцима, поставио Дуву за чагатајског кана. Дува се показао способним и лојалним Каидуу, са којим је лично суделовао у походима. Године 1287. учествује у походу на династију Јуан, а 1292. безуспешно напада Пенџаб. Године 1295., користећи заузетост војске Илканата на западу, упао је у Хорасан и опљачкао га. Већ следеће године његова војска је безуспешно нападала Јуан, а при нападу на Пенџаб поразио ју је делхијски султан Ала-Уд-Дин Халџи. 
У зиму 1298. године Дува је напао неспремну војску династије Јуан наневши јој тешке губитке. Међутим, ова победа није имала већег значаја јер су снаге Јуана успеле врло брзо да га тешко поразе у бици код Кубудуа. Године 1298./1299. Дува је успео да свог сина Кутлуг Хоџу, постави за вођу Караунаца. Кутлуг Хоџа је убрзо предузео поход на Индију, у коме је крајем 1299. године био до ногу потучен код Килија, у бици у којој је и сам смртно рањен.
Док су споља вођени ратови, на унутрашњем плану у Канату је владао мир. Тек 1289. дошло је до веће побуне Чагатајида у Трансоксијани, која је успешно угушена.

## Нова политичка ситуација
Године 1300. Дува је одбио да војно помогне Каидуу против Јуана, наводећи да су његове снаге исцрпљене. Међутим, притекао му је у помоћ 1301. године у нападу на Каракорум. После тешких борби, војска Јуана успела је да уз велике губитке потисне снаге Чагатајида и Огатајида, ранивши и Каидуа и Дуву. Смрћу Каидуа од те ране, политичка ситуација се променила. Наиме, господар Огатајида је за свог наследника одабрао млађег сина Оруса. Међутим, како је он такође био тешко рањен у пређашњем походу, Дува је успео да убеди курултај да за његовог наследника изабере најстаријег сина Чапара, човека скромнијих способности. Исте године Чапар и Дува крећу у поход против династију Јуан, да би поправили утисак претходног пораза. Истовремено два кана учествују у династичким борбама у Белој хорди, све док им њен сизерен кан Златне хорде, Токтај, није запретио ратом. 
Чапар је и званично изабран за новог поглавара династије Огатај у пролеће 1303. године. Дува је инсистирао на окончању сукоба са династијом Јуан и Чапаровом признавању сизеренства исте. У августу 1304. на двору Темур-кана, владара династије Јуан, састали су се владари четири јединице Монголског царства, где је проглашен општи мир, а интегритет Царства обновљен је у облику федерације, уз номинално признавање титуле Великог кана владарима Јуана. Споразум је побољшао трговину, али су се спорадични сукоби наставили. Побољшањем односа са Темур-каном, Дува је, као легитимни наследник Каната, стекао предност над Чапаром.
У међувремену, Караунци су у служби Чагатајског каната поново упали у Индију, али је њихова војска 1303. године поражена под Делхијем. Године 1304. Дува је понудио Чапару да заједно нападну Индију. Офанзива која је уследила следеће године завршила се поразом, при којем је заробљен велики број Монгола. Делхијски султан је смрт монголских заробљеника претворио у забаву за народ, наредивши да их слонови изгазе на смрт. Затим је изградио кулу од унакажених глава погинулих и заробљених Монгола. После овога уследиле су серије монголских напада на Мултан, од 1305. до 1306. године.

## Обнова централне власти
Чапар је одбио да учествује на прослави склапања мира, а 1305./1306. године дошло је до првих сукоба између њега и Дуве, када је чагатајски кан покушао да присвоји део територије Огатајида, који им је уступила династија Јуан. Рат који се водио био је променљиве среће, све док Чапара није издао брат Сарбан, господар Трансоксијане, предавши се Илканату. Пошто је Самарканд већ дуже време био под опсадом Огатајида, Дува је затражио мир, који Чапар прихвата. Међутим, одмах после његовог повлачења, Дува прелази у напад и осваја Тараз, поразивши Чапаровог брата Шаха. Потом долази до савеза између Дуве и династије Јуан, која у јуну 1306. године са своје стране напада Оруса.
Суочен са вишеструко јачим непријатељем и издајом властитих трупа, Чапар се предао. Као цену помоћи, Дува је североисточни део Чагатајског каната предао Јуану, док је Чапару дао мали домен и пензију, пошто је побио или поробио већину његових присталица. Године 1307. сменио је Чапара са места господара Огатајида и на његово место поставио Јангичара, који се раније није борио против њега. Такође, Дува је половину Јангичаровог домена дао потомцима Гујука, још више ослабивши Огатајиде.

## Смрт и значај
Већ 1307. године Дува је умро, по различитим хроничарима од запаљења мозга или парализе. Иза себе оставио је огромно потомство, које је готово одмах после његове смрти дошло у међусобни сукоб око власти. Својим акцијама, посебно последњим, Дува је обновио централну власт и јединство Чагатајског каната. Међутим, његови успеси показали су се пролазним. Огатајиди су наставили да праве проблеме Канату, који се дезинтегрисао у наредном периоду.
На власти га је наследио син Кончек.

## Потомство
Дувина главна супруга била је Јелијихејмичи Беки, кћерка владара Гаочанга, који ју је 1275. године предао кану да би овај напустио опсаду. За собом је оставио велики број потомака, од којих су познати само синови:
- Кутлуг Хоџа (†1299/1300), вођа Караунаца
- Кончек († 1308), чагатајски кан (1307—1308)
- Кебек († 1326), чагатајски кан у два наврата (1309—1310) и (1318—1326)
- Есен-Бука († 1318), чагатајски кан (1310—1318)
- Илџигидај († 1329), чагатајски кан (1326—1329)
- Дува Тимур († 1330), чагатајски кан (1329—1330)
- Тармаширин († 1334), чагатајски кан (1330—1334)
- Ебуген, отац будућих чагатајских канова Чангшија и Јесун-Тимура
- Сургуда, отац Бајан-Кулија, западно-чагатајског кана.

## Породично стабло
|  |                              |  |  |  |  |  |  |  |  |  |  |  |  |  |  |  |
|  | 16. Чагатај, чагатајски кан  |  |  |  |  |  |  |  |  |  |  |  |  |  |  |  |
|  |                              |  |  |  |  |  |  |  |  |  |  |  |  |  |  |  |
|  |                              |  |  |  |  |  |  |  |  |  |  |  |  |  |  |  |
|  | 8. Мутуген                   |  |  |  |  |  |  |  |  |  |  |  |  |  |  |  |
|  |                              |  |  |  |  |  |  |  |  |  |  |  |  |  |  |  |
|  |                              |  |  |  |  |  |  |  |  |  |  |  |  |  |  |  |
|  | 4. Јесу-Нтоа                 |  |  |  |  |  |  |  |  |  |  |  |  |  |  |  |
|  |                              |  |  |  |  |  |  |  |  |  |  |  |  |  |  |  |
|  |                              |  |  |  |  |  |  |  |  |  |  |  |  |  |  |  |
|  | 2. Барак-кан, чагатајски кан |  |  |  |  |  |  |  |  |  |  |  |  |  |  |  |
|  |                              |  |  |  |  |  |  |  |  |  |  |  |  |  |  |  |
|  |                              |  |  |  |  |  |  |  |  |  |  |  |  |  |  |  |
|  | 1. Дува                      |  |  |  |  |  |  |  |  |  |  |  |  |  |  |  |
|  |                              |  |  |  |  |  |  |  |  |  |  |  |  |  |  |  |
|  |                              |  |  |  |  |  |  |  |  |  |  |  |  |  |  |  |